# Sylvia deserti
La curruca sahariana (Sylvia deserti) es una especie de ave paseriforme de la familia Sylviidae propia del noroeste de África.

## Taxonomía
Anteriormente se consideraba conespecífica de la curruca de los desiertos (Sylvia nana) de Asia, pero en la actualidad se consideran especies separadas. De todas formas cada una es el pariente vivo más cercano de la otra, y su relación con las demás currucas no está del todo aclarado; y podrían estar muy cercanas a la curruca zarcera. En cualquier caso, las tres especies al parecer son miembros del género bastante basales.

## Distribución y hábitat
La curruca sahariana cría en los desiertos y semidesiértos del noroeste de África desde el sur del Atlas al oeste de Libia, extendiéndose por el Sáhara hasta Mali y Niger por el sur. Pasa el invierno en las regiones circundantes y no realiza migraciones de larga distania como otras currucas.

## Descripción
Es un pájaro pequeño que mide entre 11–12 cm de largo, y pesa entre 7–10 g. Ambos sexos tienen una coloración casi. Sus partes superiores son de color ocre y las inferiores de color blanquecino. Su pico y patas son amarillentos, y el iris de sus ojos es de color amarillo. Se diferencia de la curruca de los desiertos asiática porque tiene un tono general más amarillento.

## Comportamiento

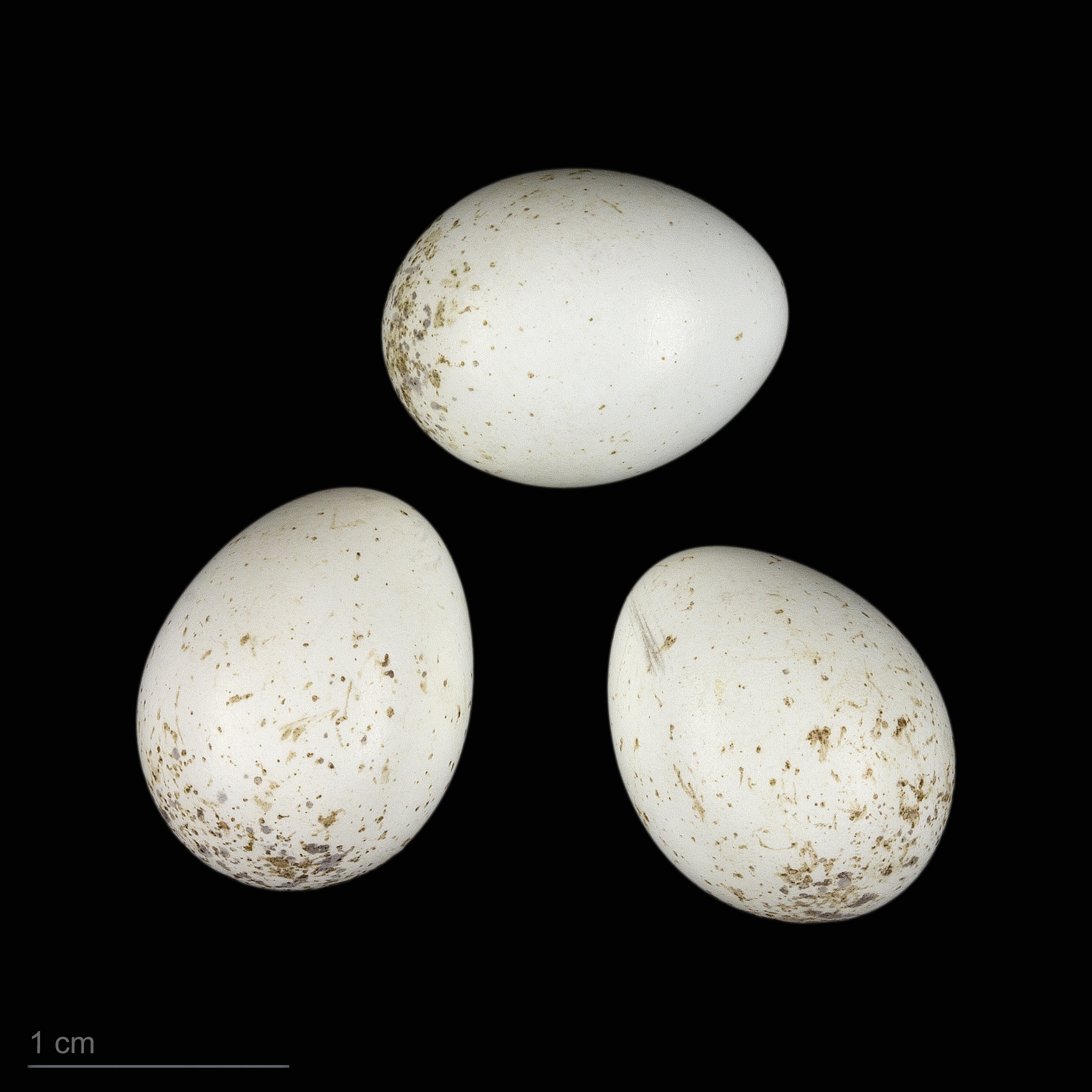
Curruca deserti - MHNT

Es un pájaro principalmente insectívoro, peor que también consume bayas pequeñas a diferencia de otras currucas. Normalmente se alimenta en el suelo. Su canto es un trino característico, que emiten en vuelos de advertencia, con notas claras (lo que la diferencia de S. nana que emite algunas notas estridentes). Puede criar en hábitats áridos con tal de que tengan algunos arbustos diseminados para poder anidar. Construye su nido en arbustos bajos, donde pone entre 2–5  huevos.